# Золотаренко, Василий Никифорович
Васи́лий Ники́форович Золотаре́нко (укр. Василь Нечипорович Золотаре́нко; ? — † 1663) — нежинский полковник, шурин Богдана Хмельницкого, гетман (1662—1663), любимец его сына Юрия, которому приходился крестным отцом.

## Биография
Участник Русско-польской войны 1654—1667 годов. Отличился при осаде Смоленска.
После смерти брата Ивана Золотаренко в 1655 году временно исполнял обязанности нежинского полковника (1655—1656). В 1658 году подписал гадячские статьи и в том же году выступил в поддержку гетмана Ивана Выговского, за что в числе другой старши́ны был отмечен привилегиями польского короля. В начале 1659 года выступил против Выговского. В ноябре того же года участвовал в окончательном разгроме низложенного гетмана в битве под Хмельником.
После бегства Юрия Хмельницкого В. Золотаренко стремился получить гетманское достоинство. Участвовал в битве под Каневом.
В 1662 году наказной гетман Яким Сомко, против воли московского царя, провёл выборы гетмана запорожского войска. В. Золотаренко был избран выдубецкой и острянской радами в гетманы.
В ноябре того же года царь издал грамоту, повелевая казакам избрать нового гетмана, в роли которого предусматривался кошевой Иван Брюховецкий. В результате на состоявшейся 18 июня 1663 года так называемой Чёрной раде под Нежиным казаки выбрали нового гетмана, а его противники Я. Сомко и В. Золотаренко были арестованы и 18 (28) сентября 1663 года казнены Брюховецким в Борзне.